# Шидловский, Шимон Визунас

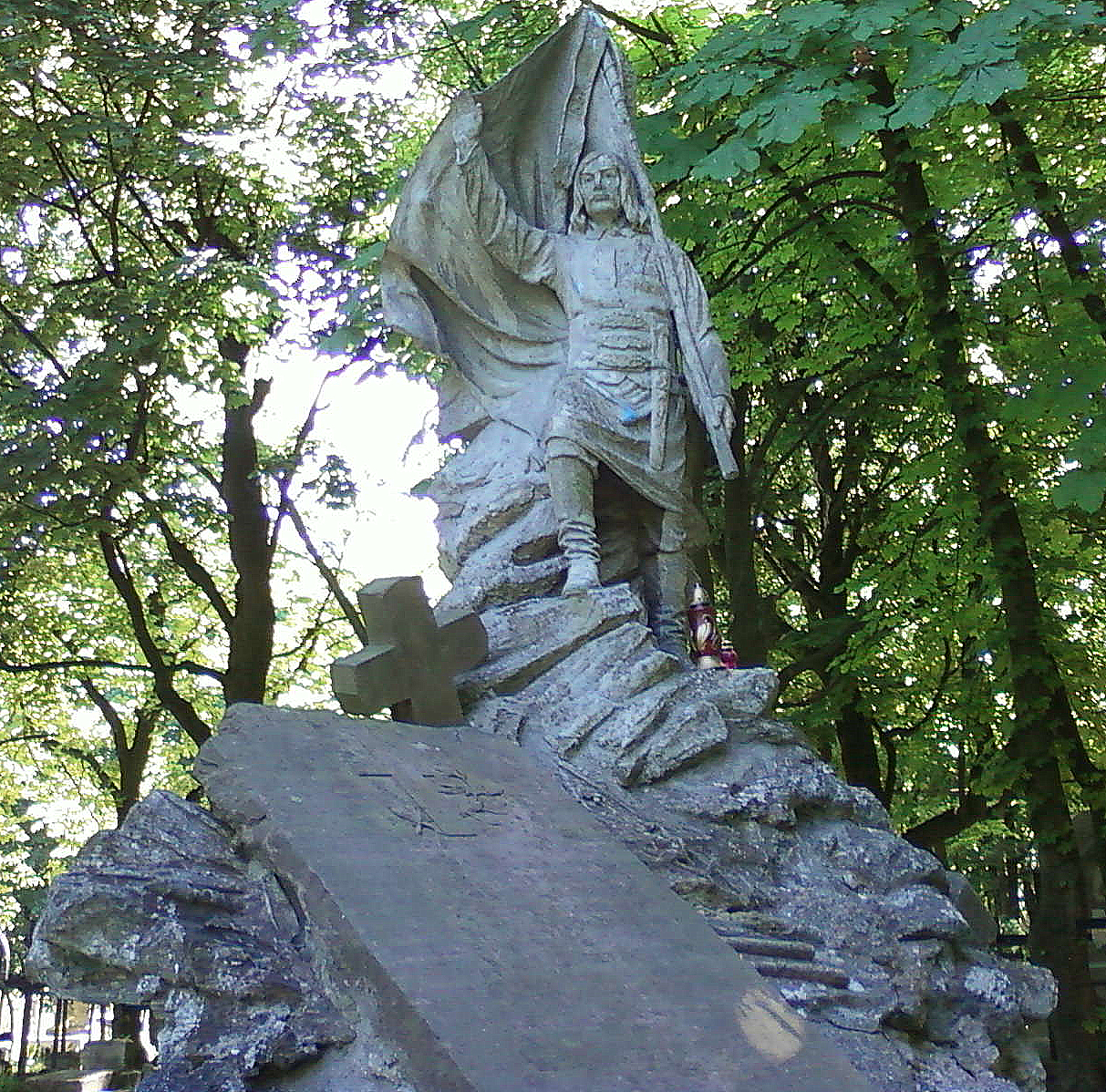
Памятник на могиле Шимона Визунаса Шидловского на Лычаковском кладбище во Львове

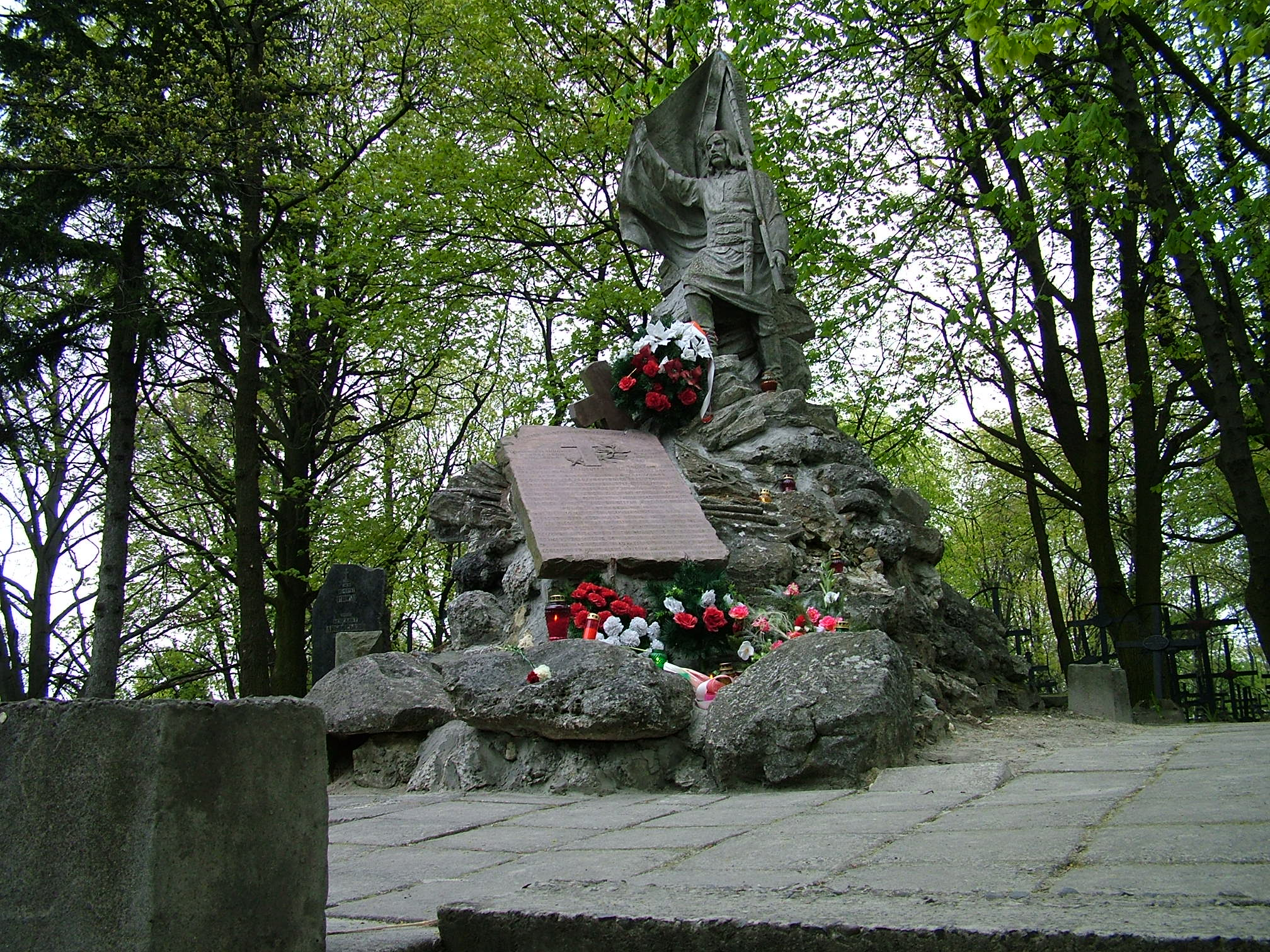
Памятник на могиле Шимона Визунаса Шидловского на Лычаковском кладбище во Львове

Шимон (Симон) Визунас Шидло́вский (пол. Szymon Wizunas Szydłowski; ум. 10 марта 1906, Львов, Австро-Венгрия) — участник Польского восстания 1863 г..

## Биография
Архивные материалы позволяют предположить, что Шимон Шидловский — потомок богатого аристократического рода князей Святополк-Мирских.
Получил хорошее домашнее образование. В молодости много путешествовал, побывал в Италии. Поступил в военную академию в Санкт-Петербурге. Своими способностями обратил на себя внимание Александра II. В Санкт-Петербурге познакомился с будущей румынской королевой и поэтессой Елизаветой Нойвидской, писавшей под псевдонимом Кармен Сильва, с которой некоторое время поддерживал переписку.
Служил адъютантом генерала Трепова, и, по некоторым данным, спас ему жизнь во время террористического покушения.
Конец военной карьеры произошёл в 1861 году, когда под влиянием патриотических настроений в Царстве Польском Шимон Шидловский принял участие в юбилейных торжествах Городельской унии под Витебском.
На торжественном собрании, учитывая его происхождение и образование, он был избран хорунжим (знаменосцем) Витебской земли. Во время церемонии — как пишет польский историк Юзеф Хлодецкий — ему была вручена хоругвь Витебской земли, доставленная из костёла в городке Сураже, основанном в XVI веке князем Стефаном Збаражским. На знамени был изображен образ Богоматери в окружении гербов Польши (орел в короне), Литвы (Погоня) и Руси (Архангел Михаил со скрещенными мечами).
Когда вспыхнуло польское январское восстание 1863 года Сураж был на короткое время занят отрядом повстанцев под командованием Владислава Лося. В его рядах находился и молодой Визунас. Тогда он и вынес из храма уже знакомую ему хоругвь Витебской земли и не расставался с ней всю свою жизнь. Шимон Шидловский принимал с ней участие в сражениях под Брест-Литовским и Лосицами. У города Августов получил пулевое ранение в правую руку, после которого потерял навсегда способность владеть ею. Раненый был спрятан у простых крестьян в лесной избушке, где лечился, скрываясь от царских войск.
После выздоровления эмигрировал. Был в Марселе и Лондоне. В преклонном возрасте Шимон Шидловский поселился в Австрии и осел во Львове. Во Львове Визунас организовал госпиталь и приют для тяжелораненых повстанцев и передал на него все свои сбережения. Все годы скитаний при нём находилось боевое знамя — хоругвь Витебской земли. В старости решил передать его Львовской ассоциации ветеранов восстания 1863 года, в которой состоял до конца жизни — хорунжим, принимая участие во всех торжествах, одетый, как правило, в крестьянскую сермягу.
В ходе январского восстания принимали участие различные политические течения, а фигура таинственного хорунжего Визунаса стала в польском Львове символом соединения традиций простого народа и аристократии.

## Память
В 1906 году, когда Шимон Шидловский умер, полковник Юзеф Нечуй-Миниевский, составивший себе значительный капитал на строительстве Суэцкого канала, заказал в мастерской Александра Загурского памятник, представляющий с большой точностью фигуру князя в крестьянской сермяге, держащего в левой руке хоругвь Витебской земли с Орлом, Погоней и Архангелом, правой — указующего дорогу к независимой Польше.
Памятник был установлен на львовском Лычаковском кладбище на могиле Шимона Визунаса Шидловского.
На постаменте памятника помещены 2 гранитные таблицы, на которых выбиты слова:
«Из нашего праха восстанут мстители!»
На 2-х таблицах под памятником помещены списки участников восстания 1863 г.:
- Последних членов Центрального национального комитета, казненных 5 августа 1864 года в Варшаве.
- Памяти тех, кто неся свободу украинскому народу, пал жертвой своих идеальных устремлений 10 мая (28 апреля) 1864 года в Соловьевке (список).
- Погибшим и казненным в 1863/1864 гг. (список).
- Погибли под Дубичами 13 мая 1863 г. (список).
- Расстреляны в Вильно в 1863 г. (список).
- Повешены в Вильно в 1863 г. (список).
- Повешены в Минске Литовском в 1863 г. (список).
- Расстреляны в Могилеве 6 июня 1863 г. (список).
- Павшие (список).

Памятник установлен в задней части кладбища, где теперь расположена «Горка повстанцев 1863 г.», на отдельном поле обозначенном оригинальными стальными крестами. Здесь, кроме Шидловского, были похоронены участники восстания 1863 года, среди которых член польского Центрального национального комитета Бронислав Шварце, знаменитый зоолог Б. И. Дыбовский и другие.